# Труцци, Рудольфо
Родо́льфо Тру́цци (в России — Рудо́льфо и Рудо́льф; итал. Rodolfo Truzzi; 17 января 1860 — 1936) — итальянский и российский цирковой артист, представитель цирковой династии Труцци. 

## Биография
Родился в семье Анри Александра Франкони — выходца из знаменитой итальянской и французской цирковой династии Франкони, члены которой основали в Париже знаменитый цирк «Олимпик». Мать Родольфо — Луиза Бузани (1842—1917) также была цирковой артисткой, наездницей. После смерти отца мать вторично вышла замуж за циркового артиста Массимилиано Труцци (в России — Максимилиано). В 1880 году отчим Родольфо получил приглашение от антрепренёра Альберта Вильгельмовича Саламонского выступить в Российской империи. После окончания гастролей семья решила остаться в России, и в середине 1880-х годов отчим открыл свой собственный цирк в Воронеже. После смерти Максимилиано в 1899 году Рудольфо в течение нескольких лет был одним из учредителей цирка «Братья Труцци», в котором выступал вместе с братьями Жижетто и Энрико. В цирке братьев Труцци начинали свою цирковую деятельность такие известные в последствии цирковые артисты, как клоуны Анатолий Леонидович Дуров и Сергей Сергеевич Альперов. После раздела цирка между братьями, с 1909 года держал собственную антрепризу.
В цирке Рудольфо был наездником и дрессировщиком лошадей, а также исполнял ведущие роли (например, роль Нерона в спектакле «Камо грядеши» по одноимённому роману Генрика Сенкевича. Он также был режиссёром-постановщиком цирковых пантомим — таких, как «Собор Парижской Богоматери» (по одноимённому роману Виктора Гюго), «События на Балканах» и других. После Октябрьской революции братья Труцци бежали из страны. Они уехали через Константинополь в Италию, потеряв бо́льшую часть своего состояния.
Был женат на Марии Францевне Труцци (1862—?), также артистке цирка — наезднице и канатоходке, известной под творческим псевдонимом «Мисс Мариэтта».